# Joseph Bernardin

Kardinalswappen von Joseph Bernardin

Joseph Louis Kardinal Bernardin (* 2. April 1928 in Columbia, South Carolina, USA; † 14. November 1996 in Chicago) war ein US-amerikanischer Geistlicher und römisch-katholischer Erzbischof von Cincinnati und von Chicago.

## Leben
Joseph Bernardin, Sohn italienischer Einwanderer, studierte in Charleston, Baltimore, New York City und Washington die Fächer Katholische Theologie und Philosophie. Er promovierte zum Doktor der Theologie und empfing am 26. April 1952 das Sakrament der Priesterweihe. Anschließend arbeitete er bis 1966 als Seelsorger, Lehrer und Generalvikar im Bistum Charleston. Papst Johannes XXIII. verlieh ihm 1962 den Titel eines Päpstlichen Hausprälaten.
Am 9. März 1966 ernannte ihn Papst Paul VI. zum Weihbischof in Atlanta und zum Titularbischof von Lugura. Die Bischofsweihe empfing er am 26. April desselben Jahres durch den Erzbischof von Atlanta, Paul John Hallinan. Mitkonsekratoren waren der Bischof von Charleston, Ernest Leo Unterkoefler, und der Rektor des Päpstlichen Nordamerika-Kollegs, Bischof Francis Frederick Reh. 1968 wurde er Apostolischer Administrator des vakanten Bischofssitzes von Atlanta. Im selben Jahr wurde Bernardin Generalsekretär der US-amerikanischen Bischofskonferenz, was er bis 1972 blieb. Ende 1972 wurde Joseph Bernardin Erzbischof von Cincinnati. Von 1974 bis 1977 war Bernardin Vorsitzender der Bischofskonferenz der Vereinigten Staaten.
Nach zehn Jahren als Metropolit in Cincinnati wurde er am 25. August 1982 Erzbischof von Chicago. Im Konsistorium vom 2. Februar 1983 nahm ihn Papst Johannes Paul II. als Kardinalpriester mit der Titelkirche Gesù Divin Lavoratore in das Kardinalskollegium auf. Kardinal Bernardin nahm in den 1980er-Jahren an mehreren Generalversammlungen der Bischofssynode teil und gehörte von 1994 bis 1996 deren Generalsekretariat an. Im Juni 1995 wurde er erstmals wegen Bauchspeicheldrüsenkrebs operiert. Ende August 1996 wurde bekannt, dass die Erkrankung unheilbar war. Joseph Louis Bernardin starb am 14. November desselben Jahres in Chicago und wurde auf dem Friedhof Mount Carmel Cemetery (Hillside) bestattet.

## Ehrungen
Am 9. September 1996 überreichte der damalige US-Präsident Bill Clinton Bernardin die Freiheitsmedaille („The Presidential Medal of Freedom“), die höchste zivile Auszeichnung in den USA. Schon 1985 wurde er mit dem Pacem in Terris Award ausgezeichnet.